# Dialekt joński

Zasięg dialektów języka greckiego ok. 400 r. p.n.e.

Dialekt joński – jeden z głównych dialektów klasycznego języka greckiego, rozpowszechniony w okresie klasycznym na obszarze południowo-zachodniej Azji Mniejszej (w historycznej Jonii), na Cykladach, Sporadach Północnych, Eubei, a także części wysp przybrzeżnych Azji Mniejszej, m.in. na Chios i Samos. W swoim wczesnym stadium zaświadczonych już w grece archaicznej okresu homeryckiego – obok dialektu eolskiego stanowi podstawę języka Iliady i Odysei. W okresie hellenistycznym był stopniowo wypierany przez grekę koine, stanowi substrat dla rozwiniętego z niej w okresie bizantyjskim języka pontyjskiego. W literaturze okresu klasycznego dialekt joński pojawia się m.in. w części dzieł Sofoklesa i Ajschylosa, a także utworach epickich i wczesnej historiografii (np. u Herodota), nawiązujących do greki homeryckiej. Najbardziej zbliżony do dialektu attyckiego, wraz z którym tworzy zespół jońsko-attycki.

## Cechy charakterystyczne

### Fonetyka
W zakresie fonetyki do charakterystycznych cech dialektu jońskiego należą między innymi:
- wymowa pierwotnego ᾱ (ā) konsekwentnie jak η (ē) (w przeciwieństwie do dialektu attyckiego także w przypadku tzw. a purum, to jest po ε /e/, ι /i/ oraz ρ /r/), np. joń. πρήγματα (prēgmata), att. πράγματα (prágmata) – „sprawy”. Analogicznie attyckie -αι (ai) w końcówkach fleksyjnych (z α purum) odpowiada jońskiemu ῃ (ē), np. joń. ἠμέρῃ (ēmérē), att. ἡμέραι (hēmérai) – „dni” itp.
- zanik aspirowanych głosek, np. φ (f/ph) → π (p): ἀφικνέομαι (afiknéomai, att. ἀφικνοῦμαι /afiknúmai/) → ἀπικνέομαι (apiknéomai) – „przybywam” albo „dochodzę (do czegoś)”
- w większości przypadków przejście protogreckiej spółgłoski labiowelarnej /kʷ/ do /k/ przed samogłoskami tylnymi (w dialekcie attyckim nastąpiło przejście w takim wypadku do /p/), np. joń. ὄκως (ókōs), att. ὅπως (hópōs) – „aby”, „żeby”
- stopniowy zanik przydechu mocnego[1] (spiritus asper): joń. ἴκκος (íkkos), att. ἵππος (híppos) – „koń”

Od dialektu attyckiego dialekt joński odróżnia się ponadto między innymi wymową:
- ω (ō) często zamiast ου (u), np. joń. ὦν (ón), att. οὖν ún – „więc”
- ου (u) często zamiast ο (o), np. joń. οὔνομα (únoma), att. ὄνομα (ónoma) – „imię”, „nazwa”
- σσ (ss) zawsze zamiast ττ (tt), np. joń. γλῶσσα (glōssa), att. γλῶττα (glōtta) – „język”

### Gramatyka
Cechy charakterystyczne dialektu jońskiego w zakresie gramatyki:
- celownik liczby mnogiej I i II deklinacji przyjmuje końcówkę -σι (-si), np. joń. γνώμῃσι (gnōmēsi), att. γνώμαις (gnōmais) – „osądom”, „opiniom”
- dopełniacz liczby mnogiej I deklinacji przyjmuje końcówkę -έων (-eōn) zamiast ῶν (-ōn), np. joń. ἠμερέων (ēmeréōn), att. ἡμερῶν (hēmerōn) – „(tych) dni”
- rzeczowniki III deklinacji z końcowym -ις (-is) w mianowniku przyjmują w dopełniaczu liczby pojedynczej końcówkę -ιος (-ios), np. joń. πόλιος (pólios), att. πόλεως (póleōs) – „(tego) miasta”.
- znacznie rzadsze użycie form kontrahowanych niż w dialekcie attyckim